# Kalpetta
Kalpetta (Malayalam: കല്പറ്റ Kalpaṯṯa [ˈkalpətːa]) ist eine Stadt im südindischen Bundesstaat Kerala.
Sie liegt in den Bergen im Norden Keralas auf 780 Metern Höhe jenseits der Hauptkette der Westghats. Kalpetta ist Verwaltungssitz des Distrikts Wayanad. Die Einwohnerzahl betrug beim Zensus 2011 etwa 31.000.
Durch Kalpetta führt die nationale Fernstraße NH 212 von Kozhikode nach Mysuru. Die Stadt ist ein Verkehrsknoten, über den die touristischen Ziele der Umgebung erreicht werden können, und ein Umschlagsplatz für die landwirtschaftlichen Produkte der Plantagen in der Umgebung.

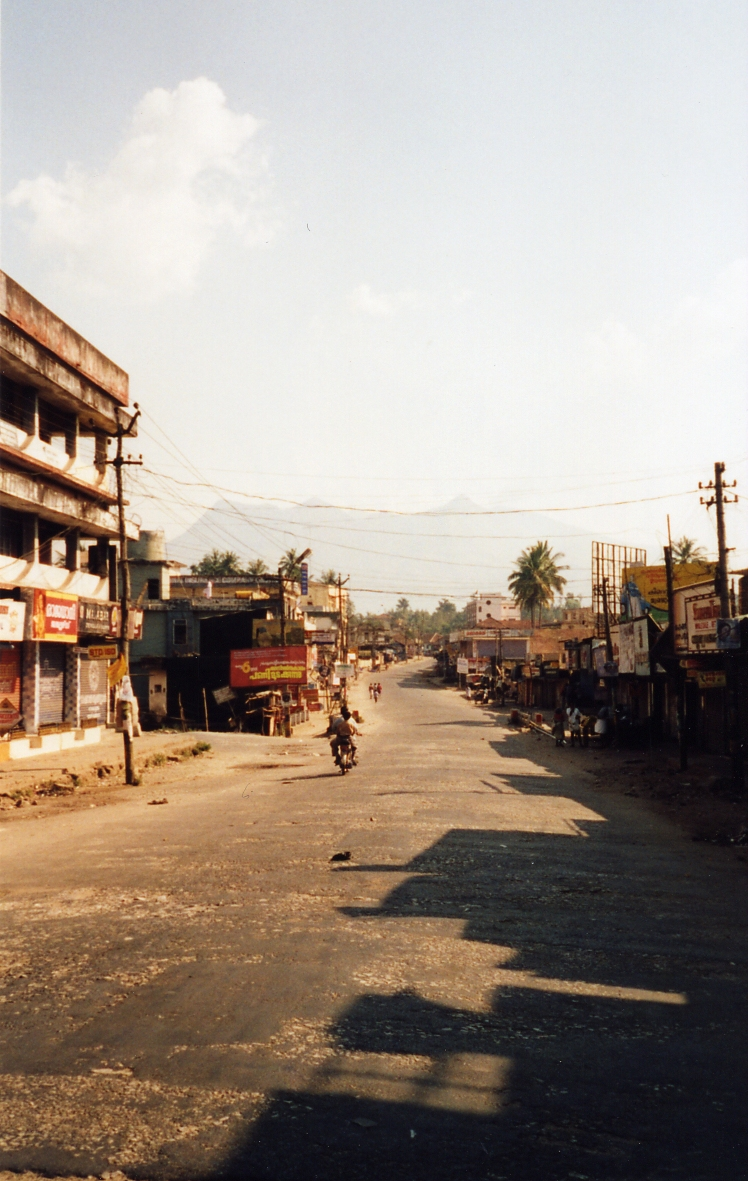
Straße in Kalpetta